# Gerhard Heinz
Gerhard Heinz (* 9. September 1927 in Wien) ist ein österreichischer Komponist, Pianist und Liedtexter, der die Musik zu zahllosen Unterhaltungsfilmen der 1960er bis 1980er Jahre schrieb.

## Leben
Heinz hatte in seiner Heimatstadt Wien die Technische Hochschule besucht und nebenbei als Hobbymusiker gearbeitet. 1950 wurde er Mitglied des Orchesters von Horst Winter, vier Jahre darauf Kapellmeister im Moulin Rouge. 1958 verpflichtete ihn der Musikproduzent Gerhard Mendelson als Aufnahmeleiter bei der Wiener Filiale der Polydor. In der Folgezeit arbeitete Heinz in dieser Funktion auch außerhalb Österreichs, unter anderem in Frankreich, Italien und den USA.
In diesen frühen Jahren hatte sich Heinz bevorzugt im Schlager-, später auch im Popmusikgeschäft betätigt. Für die Sängerin Connie Francis verfasste er den deutschen Text ihres US-Erfolgs ’Till I Kissed You (1959) unter dem Titel Bis wir uns küssten. Weitere zeitweilig von Heinz betreute Künstler waren Peter Kraus, Domenico Modugno und Freddy Quinn. 1976 steuerte er die Musik zu dem Lied My Little World bei, Österreichs von dem Duo Waterloo & Robinson vorgetragener Beitrag zum Grand Prix Eurovision de la Chanson. Bereits 1964 hatte Heinz sein eigenes Tonstudio gegründet.
Mit Beginn der 60er Jahre wandte sich Gerhard Heinz auch der Kinofilmmusik zu, seit Ende desselben Jahrzehnts konzentrierte er sich bevorzugt auf dieses Gebiet. Heinz schrieb die Partituren zu über einhundert Filmen. Dabei handelt es sich oft um sehr schlichte Unterhaltung: Lustspiele, Komödien und seit Mitte der 70er Jahre auch eine beträchtliche Anzahl an Softsexstreifen. Regie führten oftmals österreichische Unterhaltungsfilmveteranen wie Franz Antel, Peter Weck, Franz Marischka, Franz Josef Gottlieb und Hubert Frank. Für die Produktionsfirma Lisa Film seines Landsmannes Karl Spiehs, für die Heinz bereits seit Ende 1968 regelmäßig gearbeitet hatte, komponierte der Wiener in den 1980er Jahren auch die Musik zu mehreren kassenträchtigen Komödien mit Thomas Gottschalk.

## Filmmusik (Auswahl)
- 1961: Das Mädchen auf der Titelseite
- 1962: Unter Wasser küßt man nicht
- 1965: Geißel des Fleisches
- 1968: Schamlos
- 1968: Die tolldreisten Geschichten – nach Honoré de Balzac
- 1969: Hilfe, ich liebe Zwillinge!
- 1969: Alle Kätzchen naschen gern
- 1970: Musik, Musik – da wackelt die Penne
- 1970: Frau Wirtin treibt es jetzt noch toller
- 1970: Nachbarn sind zum Ärgern da
- 1970: Wenn die tollen Tanten kommen
- 1970: Josefine Mutzenbacher
- 1970: Die nackte Gräfin
- 1971: Tante Trude aus Buxtehude
- 1971: Wir hau’n den Hauswirt in die Pfanne
- 1971: Hilfe, die Verwandten kommen
- 1971: Das haut den stärksten Zwilling um
- 1971: Rudi, benimm dich!
- 1971: Mein Vater, der Affe und ich
- 1971: Einer spinnt immer
- 1971: Hochwürden drückt ein Auge zu
- 1971: Außer Rand und Band am Wolfgangsee
- 1972: Mensch ärgere dich nicht
- 1972: Auch fummeln will gelernt sein
- 1972: Trubel um Trixie
- 1972: Immer Ärger mit Hochwürden
- 1972: Der Schrei der schwarzen Wölfe
- 1973: Wenn jeder Tag ein Sonntag wär
- 1972: Die lustigen Vier von der Tankstelle
- 1973: Blau blüht der Enzian
- 1973: Crazy – total verrückt
- 1973: Geh, zieh dein Dirndl aus
- 1973: Teenager-Report – Die ganz jungen Mädchen
- 1973: Was Schulmädchen verschweigen
- 1973: Das Wandern ist Herrn Müllers Lust
- 1974: Auf der Alm da gibt’s koa Sünd
- 1974: Bohr weiter, Kumpel
- 1974: Das verrückteste Auto der Welt
- 1974: Wenn Mädchen zum Manöver blasen
- 1974: Es war nicht die Nachtigall
- 1976: Jeder stirbt für sich allein
- 1976: Die Wölfin vom Teufelsmoor
- 1977: Drei Schwedinnen in Oberbayern
- 1977: Freude am Fliegen
- 1977: Griechische Feigen
- 1977: Das Teufelscamp der verlorenen Frauen
- 1977: Vanessa
- 1978: Das Love-Hotel in Tirol
- 1978: Hurra, die Schwedinnen sind da
- 1978: Die Insel der tausend Freuden
- 1978: Melody in Love
- 1978: Popcorn und Himbeereis
- 1979: Austern mit Senf
- 1979: Cola, Candy, Chocolate
- 1979: Graf Dracula (beisst jetzt) in Oberbayern
- 1979: Hot Dogs auf Ibiza
- 1979: Nackt und heiß auf Mykonos
- 1979: Sunnyboy und Sugarbaby
- 1979: Die Schulmädchen vom Treffpunkt Zoo
- 1980: Der Bockerer
- 1980: Drei Schwedinnen auf der Reeperbahn
- 1981: Die Säge des Todes
- 1980: Die schönen Wilden von Ibiza
- 1980: Zärtlich aber frech wie Oskar
- 1981: Ein Kaktus ist kein Lutschbonbon
- 1982: Catherine
- 1982: Ein dicker Hund
- 1982: Im Dschungel ist der Teufel los
- 1983: Sunshine Reggae auf Ibiza
- 1983: Das verrückte Strandhotel
- 1983: Die Supernasen
- 1984: Das französische Frühstück
- 1984: Her mit den kleinen Schweinchen
- 1984: Popcorn & Paprika
- 1985: Die Praxis der Liebe
- 1985: Die Einsteiger
- 1986: Geld oder Leber!
- 1986: Kunyonga – Mord in Afrika
- 1987: Zärtliche Chaoten
- 1999: Der Bockerer III – Die Brücke von Andau
- 2003: Der Bockerer IV – Prager Frühling

## Anmerkung
1. ↑  https://www.discogs.com/artist/341743